# Hideko
Hideko (jap. ひでこ, ヒデコ) – żeńskie imię japońskie.

## Możliwa pisownia
Hideko można zapisać używając różnych znaków kanji i może znaczyć m.in.:
- 秀子, „dziecko doskonałości”[1]
- 英子, (występuje też inna wymowa tego imienia: Eiko)

## Znane osoby
- Hideko Fukuda (英子), japońska pisarka
- Hideko Maehata (秀子), japońska pływaczka specjalizująca się w stylu klasycznym
- Hideko Mizuno (英子), japońska mangaka
- Hideko Takamine (秀子), japońska aktorka

## Fikcyjne postacie
- Hideko Hasuki (秀子), postać z mangi i anime Chocotto Sister